# Aphelinoidea weismanni
Aphelinoidea weismanni is een vliesvleugelig insect uit de familie van de Trichogrammatidae. De wetenschappelijke naam is voor het eerst geldig gepubliceerd in 1912 door Alexandre Arsène Girault.